# Büren (Solura)
Büren (gsw. Büüre) – miejscowość i gmina w północnej Szwajcarii, w kantonie Solura, w jednostce administracyjnej (Amtei) Dorneck-Thierstein, w okręgu Dorneck.

## Demografia
W Büren mieszkają 1 044 osoby. W 2021 roku 13,4% populacji gminy stanowiły osoby urodzone poza Szwajcarią. 